# Crédit Agricole (ciclisme)

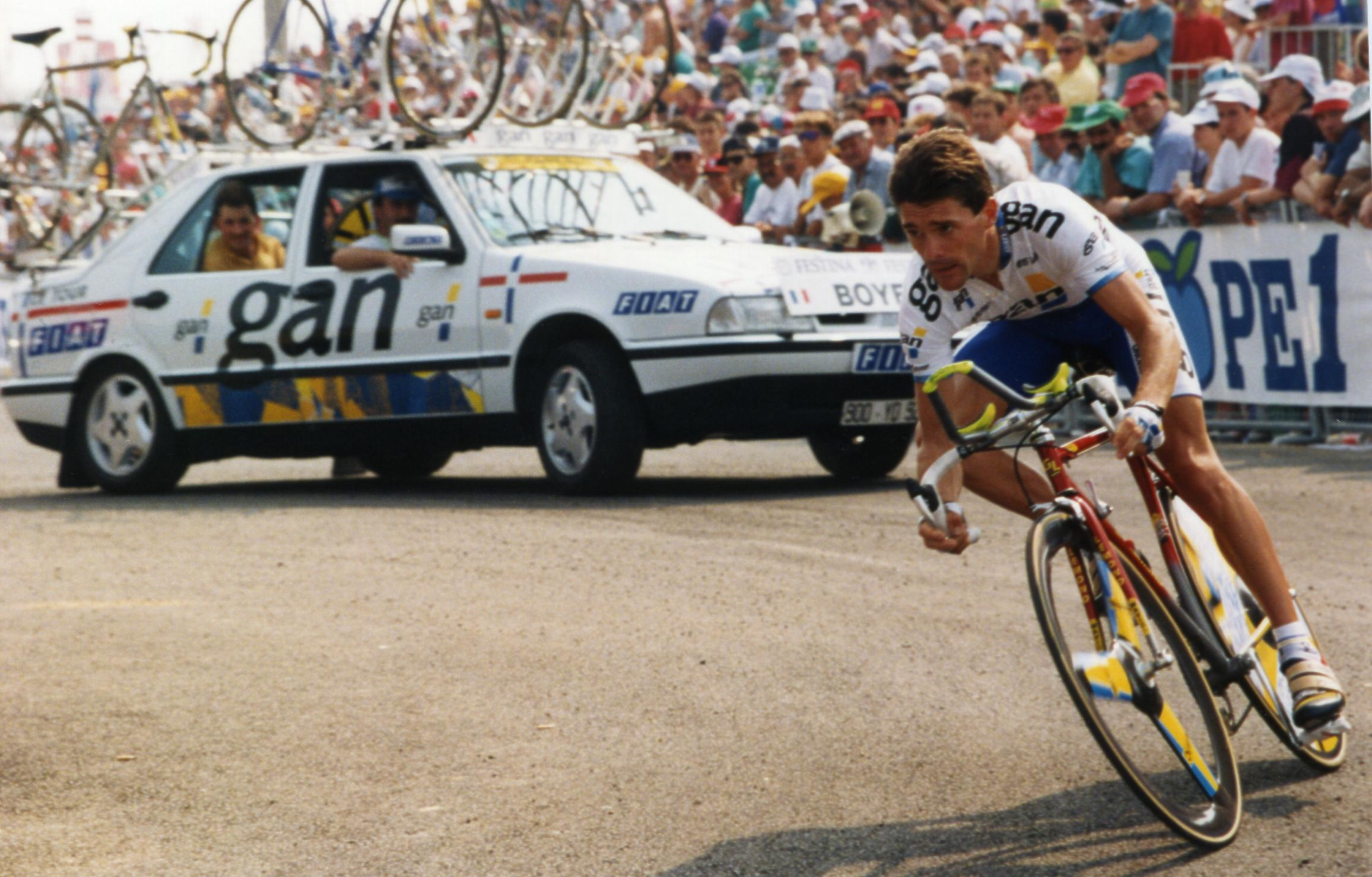
Eric Boyer al Tour de França de 1993

El Crédit Agricole (codi UCI: C.A) va ser un equip ciclista francès de ciclisme en ruta, que va competir fins a la temporada 2008.

## Història
L'equip Crédit Agricole era el successor del gran equip Peugeot. El 1990, amb la marxa del patrocini de la marca automobilística, l'equip passa anomenar-se simplement Z. El 1993 es canvia el nom a Gan, una empresa d'assegurances. Aquest patrocini va durar fins al 1998. L'any següent ja va entrar Crédit Agricole, fins a la desaparició de l'equip el 2008.
No s'ha de confondre amb l'equip Gan-Mercier.

## Classificacions UCI

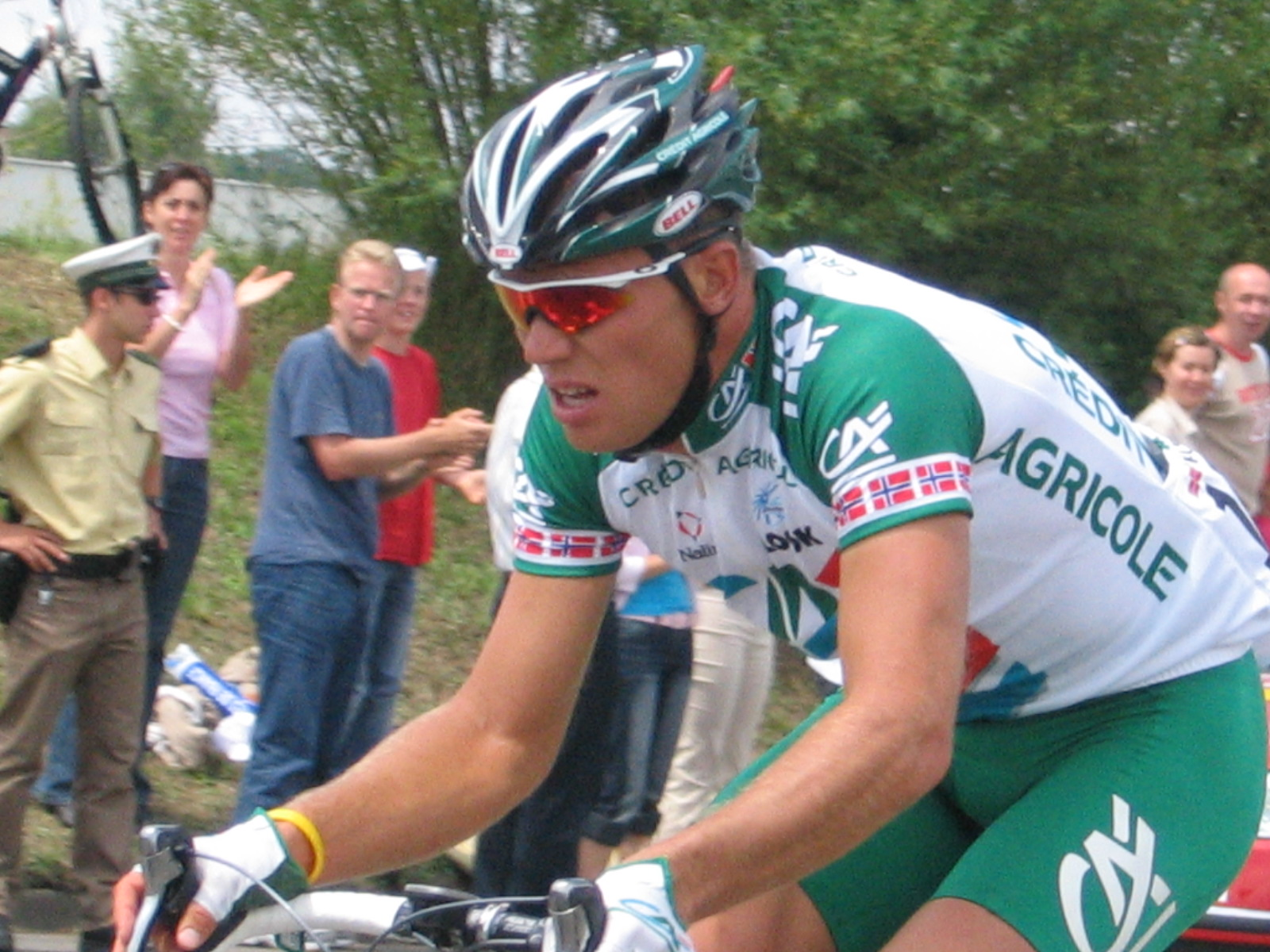
Thor Hushovd al Tour de França de 2006

Fins al 1998 els equips ciclistes es trobaven classificats dins l'UCI en una única categoria. El 1999 la classificació UCI per equips es dividí entre GSI, GSII i GSIII. D'acord amb aquesta classificació els Grups Esportius I són la primera categoria dels equips ciclistes professionals. L'equip Crédit Agricole, baixà de categoria a GSII el 2000, per tornar a la màxima categoria l'any següent. La següent classificació estableix la posició de l'equip en finalitzar la temporada.
| Temporada | Classificació per equips | Millor ciclista en la classificació individual |
| --------- | ------------------------ | ---------------------------------------------- |
| 1995      | 20è                      | Chris Boardman (42è)                           |
| 1996      | 8è                       | Chris Boardman (13è)                           |
| 1997      | 10è                      | Chris Boardman (18è)                           |
| 1998      | 17è                      | Stuart O'Grady (48è)                           |
| 1999      | 20è                      | Jens Voigt (40è)                               |
| 2000      | 2n (GSII)                | Jens Voigt (53è)                               |
| 2001      | 20è                      | Jens Voigt (15è)                               |
| 2002      | 25è                      | Jens Voigt (75è)                               |
| 2003      | 24è                      | Christophe Moreau (38è)                        |
| 2004      | 18è                      | Thor Hushovd (20è)                             |

A partir del 2005, l'equip Crédit Agricole s'integra al ProTour. La taula presenta les classificacions de l'equip al circuit, així com el millor ciclista individual.
| Temporada | Classificació per equips | Millor ciclista en la classificació individual |
| --------- | ------------------------ | ---------------------------------------------- |
| 2005      | 9è                       | Thor Hushovd (34è)                             |
| 2006      | 11è                      | Thor Hushovd (11è)                             |
| 2007      | 15è                      | Thor Hushovd (31è)                             |
| 2008      | 6è                       | Mark Renshaw (33è)                             |

UCI Europa Tour
| Temporada | Classificació per equips | Millor ciclista en la classificació individual |
| --------- | ------------------------ | ---------------------------------------------- |
| 2005      | 111è                     | Rémi Pauriol (1059è)                           |